# Germigny-des-Prés
Germigny-des-Prés è un comune francese di 730 abitanti situato nel dipartimento del Loiret nella regione del Centro-Valle della Loira.

## Società

### Evoluzione demografica
Abitanti censiti